# Римская религия
Римская религия, как и древнегреческая религия, имея политеистическую природу и не располагая единой организацией и канонами, представляла собой конгломерат культов различных божеств. Религиозные обряды, связанные с жизнью семьи или домашними и частными делами, совершал сам отец семейства. В деревне его мог заменить обладавший особыми полномочиями управляющий поместьем. Официальные государственные обряды совершались опосредствованно некоторыми носителями высшей власти — сначала царём через так называемых жреческих царей, потом консулами и преторами, в критические моменты — диктатором. При этом император, совместивший в себе функцию Великого понтифика, обычно своих инициатив не выражал.
Институт жрецов ввёл по традиции Нума Помпилий. При этом римские жреческие коллегии не были замкнутой кастой — доступ к ним был открыт через общественную деятельность. Так, например, сана авгура добились Цицерон и Плиний Младший, а например Цезарь и Нерон в ранней карьере были фламинами. Важную роль играла коллегия фециалов, ведавшая сакральным ритуалом объявления войны и частично курировавшая римскую дипломатию. Большую роль играла и коллегия весталок.

## Пантеон
Божественное повествование играло в греческой системе религиозной веры более важную роль, чем у римлян, для которых первичными были ритуал и культ. Хотя римская религия не была основана на священном писании и его истолковании, священническая литература была одной из самых ранних письменных форм латинской прозы. Книги (Libri) и комментарии (Commentarii) коллегии понтификов и авгуров содержали религиозные процедуры, молитвы, постановления и мнения по пунктам религиозного закона. Хотя по крайней мере некоторые из этих материалов были доступны для консультаций римскому сенату, часто они были occultum genus litterarum (тайной за семью печатями), загадочной формой литературы, к которой доступ имели только жрецы. Пророчества, относящиеся к мировой истории и судьбе Рима, появлявшиеся в критические моменты истории, неожиданно были обнаружены в туманных книгах Сивилл, которые, согласно легенде, были приобретены Тарквинием Гордым в конце VI века до нашей эры у куманских Сивилл. Некоторые аспекты архаичной римской религии были записаны в утерянных богословских трудах учёного I века до н. э. Марка Теренция Варрона и теперь известны по трудам других классических и христианских авторов.
Римский пантеон имеет много аналогов греческих богов и богинь, есть и свои собственные божества и низшие духи. Особо почитаемые боги назывались «отцами» («patres»), низшие — «famuli divi» и «virgines divi». 
Божественное право («fas») не смешивалось с человеческим («ius»). 
Низшие божества («numina») существовали у римлян, по-видимому, уже в раннюю эпоху. В греческих книгах «Индигитаментах» перечисляются божества посева, произрастания семян, цветения и созревания, жатвы колосьев, бракосочетания, зачатия, развития зародыша, рождения ребёнка, его первого крика, выхода на прогулку, возвращения домой и т. д., в связи с чем первоначально у некоторых пол не был фиксированным (ср. Палес, Фавн — Фавна, Помона — Помон и др.). 
Из массы нуминов выделилась триада римского пантеона — Юпитер, Марс и Квирин, отразившая трёхчленность гражданских функций — соответственно религиозно-жреческая, военная и хозяйственная. Из приписываемого Нуме Помпилию календаря праздников и списка назначенных им фламинов, из упоминаний древних святилищ известно о существовании культов Вулкана, Палатуи, Фуррины, Флоры, Карменты, Цереры, Помоны, Волупии и других. Примерно тогда же были удвоены коллегии луперков и салиев. Появились культы сословий (Нептун и Диоскуры у патрициев, Церера и Либер у плебеев) и отдельные родовые культы (у Корнелиев, Эмилиев, Клавдиев и, возможно, у других), группировавшиеся вокруг Весты, ларов и пенатов. Существовали и культы сельских общин.

## Римская мифология
Римская мифология представляет собой совокупность традиционных историй, относящихся к легендарному происхождению Древнего Рима и его религиозной системе, представленных в литературе и изобразительном искусстве римлян. Термин «римская мифология» может относиться также к современному изучению этих представлений, а также к материалам из других культур любого периода, в которых рассматривается римская литература и искусство.
Римляне обычно трактовали эти традиционные повествования как исторические, даже если они содержат чудеса или элементы сверхъестественности. Повествования часто связаны с политикой и моралью и с тем, как личная неприкосновенность человека соотносится с его ответственностью перед обществом и Римским государством. 
Важной темой является героизм. Когда повествование касалось римской религиозной практики, оно больше было связано с ритуалами, предсказаниями и общественными институтами, чем с теологией или космогонией.

## Боги и персонажи римской религии

### Древнейшие божества
- Мгла (по Гигину)
  - Калиго (женская ипостась)
  - Скотос (мужская ипостась)
- Хаос — воплощение Пустоты и Мрака, существовавших при зарождении Вселенной

### Первое поколение (по Гигину)
Дети Мглы:
- Эребус (Мрак)
- Нокс (Ночь)
- Этар (Свет)
- Диес (День)

Дети Этара и Диес:
- Теллура/Теллус (Матерь-Земля)
- Целум/Каелум (Небо)
- Понтус/Маре (Море)

Дети Этара и Теллус
- Теллур/Тартарусс (Бездна или Сущность)
- Амур (Любовь)
- Темпус (Время)

### Второе поколение божеств
Дети Каелума и Теллус
- Титаны
  - Океан
  - Гиперион
  - Крий
  - Полос
  - Пунктурер
  - Сатурн
  - Опс
  - Монета
  - Юстиция
  - Тетис
  - Эфра
  - Феба

- Циклопы
  - Арг
  - Стероп
  - Бронт

- Центиманы
  - Котт
  - Гий
  - Бриарей

Дети Мара и Теллус:
- Цефей
- Еврибия
- Тавмантус
- Турсциверс
- Кето

### Младшие титаны
- Солие
- Луна
- Аврора
- Латона
- Астерия
- Атлас
- Менетеус
- Эпиметеус
- Прометеус
- Пирс
- Паллас
- Астрей

### Третье поколение
Главные боги — дети Сатурна и Опс (см. Совет богов)
- Юпитер (бог грома, молний и погоды)
- Юнона (богиня семьи и брака)
- Нептун (бог морей, океанов и коней)
- Церера (богиня плодородия и земледелия)
- Веста (богиня домашнего уюта и семейных традиций)
- Плутон/Диспатер (бог богатства, повелитель мёртвых)

### Четвёртое поколение (дети Юпитера)
- Вулкан (бог огня и засухи)
- Марс (бог войны и мощи)
- Вакх, точнее Либер (бог виноделия)
- Меркурий (бог путешественников, купцов и воров)
- Минерва (богиня мудрости и наук)
- Диана (богиня охоты и войны)
- Феб (бог охоты и поэзии)
- Венера (богиня любви, брака и страсти)

### Прочие божества
- Квирин (бог битв, сын Марса)
- Беллона (богиня неистовой войны, дочь Марса)
- Лупа (богиня-волчица, вскормившая братьев-основателей Великого Рима; охранительница Римского государства и военной силы)
- Палес (богиня скотоводства)
- Бубона (богиня крупного рогатого скота)
- Кардея (богиня дверей)
- Юберта (богиня плодородной земли)
- Либитина (богиня смерти и похорон)
- Ангития (богиня ядовитых растений и плодов)
- Митра (бог-защитник при войне, божество согласия и дружелюбия)
- Эскулап (бог врачевания, сын Феба)
- Фасцинус (бог-защитник от проклятий и демонов)
- Аквилон (бог северного ветра)
- Фавоний (бог западного ветра)
- Австр (бог южного ветра)
- Эвр (бог восточного ветра)
- Хиона (богиня снега и льда, дочь Аквилона)
- Термин (божество границ)
- Янус (божество входов и выходов, концов и начал и дверей)
- Конс (божество жатвы)
- Опа (богиня жатвы и плодородия)
- Ферония (богиня жатвы)
- Пик (божество полей)
- Эвентус (божество урожая)
- Сильван (божество лесов)
- Пилумн (божество брака)
- Пикумн (божество рождения)
- Вагитан (божество древних римлян, присутствовавшее при первых криках новорождённого)
- Карна (покровительница человеческого тела)
- Лаверна (богиня прибыли, покровительница воров)
- Помона (богиня земледелия и садов)
- Тривия (богиня лунного света и чародейства)
- Люцина (богиня деторождения, дочь Юпитера и Юноны)
- Флора (богиня растительного мира)
- Салация (морская богиня, жена Нептуна)
- Протей (морской бог, сын Нептуна и Салации)
- Тритон (морской бог, сын Нептуна и Салации)
- Прозерпина (богиня плодородия, дочь Юпитера и Цереры)
- Ангерона (богиня таинственных сил, секретов и болезней)
- Сол (Солнце)
- Луна (Луна, месяц)
- Аврора (Заря)
- Абунданция (Изобилие)
- Волупия (Удовольствие)
- Фуга (Бегство)
- Виктория (Победа)
- Кура (Помощь)
- Пакс (Мир)
- Фебруус (Очищение)
- Фатум (Судьба)
- Фортуна (Случай)
- Фидес (Верность)
- Конкордия (Согласие)
- Дискордия (Раздор)
- Хонос (Честь)
- Виртус (Храбрость)
- Спес (Надежда)
- Пудисития (Стыдливость)
- Салюс (Спасение)
- Пьетас (Родственная любовь)
- Либертас (Свобода)
- Клементия (Кротость)
- Психея (Душа)
- Кармента (Прорицание)
- Морс (Смерть)
- Сомн (Сон)
- Мания (Безумие)
- Алгос (Боль)
- Апата (Ложь)
- Дика (Правда)
- Пон (Наказание)
- Фурина (Месть)
- Павор (Паника)
- Тимор (Страх)
- Этернитас (Вечность)
- Фама (Молва)
- Ювента (Юность)
- Парки (3 богини судьбы)
- Боги детства в римской религии
- Боги земледелия в римской религии

### Заимствованные боги
Впитывание соседних местных богов происходило постоянно, поскольку римское государство завоёвывало окружающие территории. Римляне обычно оказывали местным богам завоёванной территории те же почести, что и богам римской государственной религии. В дополнение к Кастору и Поллуксу завоёванные поселения Италии внесли свой вклад в римский пантеон в лице Дианы, Минервы, Геркулеса, Венеры и божеств меньшего ранга, некоторые из которых были италийскими божествами, другие изначально происходили из греческой культуры Великой Греции. В 203 г. до н. э. культовый объект, олицетворяющий Кибелу, был привезён из города Пессинус во Фригии и с должными церемониями приветствовался в Риме, за много веков до того, как её территория была присоединена к Риму. Два поэта той эпохи, Лукреций и Катулл, в середине первого века до нашей эры выражали неодобрительные взгляды на её дикий экстатический культ.
В некоторых случаях божества врагов власти были официально приглашены пройти через ритуал эвокатии, чтобы занять своё место в новых святилищах в Риме.
Общины иностранцев (перегрины) и бывших рабов (либертины) продолжали свои религиозные обряды в пределах города. Таким способом Митра попал в Рим, и его популярность в римской армии распространила его культ до таких далёких мест, как Римская Британия. Важные римские божества были в конечном счёте отождествлены с более антропоморфными греческими богами и богинями, и вместе с ними восприняты многие из их атрибутов и мифов.

### Мифические основатели Рима
- Эней — юный царевич из рода дарданов, сын царя Анхиса и Афродиты; один из героев Троянской войны, друг троянского царевича Гектора. После осады Трои бежал из города и достиг берегов неизвестной страны, встретив народ латинов и женившись после этого на царевне латинов. По прошествии много лет их потомки, Ромул и Рем, станут основателями великого города — Рима, который стал колыбелью для будущей Римской империи.
- Ромул и Рем — сыновья весталки Реи Сильвии и бога войны Марса. Оба брата были сброшены в реку Тибр же Амулием (дядей Реи Сильвии), но найдены богиней-волчицей, вскормившей младенцев подобно собственным волчатам. Братья выросли и стали могущественными героями-полубогами; узнав о своём божественном происхождении, они явились к дяде, который угрожал их матери, и убили его, освободив народ от гнёта. Юноши основали на берегу Тибра новый город. Вскоре между ними, однако, развязался конфликт, перешедший в жестокую дуэль, в ходе которой Ромул смертельно ранил Рема. Юноша дал городу своё имя — Рим (лат. Roma), став его первым царём.

### Герои римских мифов
- Эней (сын Венеры, прадед Реи Сильвии)
- Асканий (старший сын Энея)
- Сильвий (младший сын Энея)
- Латин (царь Лаврента, его имя связано с происхождением названия племени латинян, отец невесты Энея)
- Нумитор
- Амулий
- Ромул и Рем (сыновья Марса и Реи Сильвии, основатели Рима)
- Авиллий (сын Ромула)
- Турн (царь рутулов — племени в древней Италии)
- Акрос (сабинский царь, убитый по преданию Ромулом в войне и принесённый им в жертву Юпитеру)
- Геркулес (полубог, сын Юпитера и Алкмены)
- Персей (полубог, сын Юпитера и Данаи)
- Терей (сын Марса и нимфы)

### Героини римских мифов
- Рея Сильвия (жрица богини Весты; мать братьев — великих основателей Рима; потомок Энея)
- Амата (жена царя латинов)
- Герсилия (жена Ромула, одна из тридцати похищенных римлянами сабинянок)
- Лавиния (дочь Латина и Аматы; жена Энея)
- Тарпия (одна из весталок, дочь Спурия Тарпея, начальника Капитолийской крепости, предательница своего народа в войне с сабинянами)

### Мифические существа (по Плинию Старшему)
- Блеммии — вымышленная раса человекоподобных существ, у которых нет головы, а глаза и рот расположены на груди
- Кентавры — народ диких смертных существ с головой и торсом человека на теле лошади
- Фавны — козлоногие лесные божества
- Вакханки — спутницы бога вина Вакха
- Наяды — нимфы-воплощения источников
- Дриады — нимфы лесов
- Ореады — нимфы гор
- Напеи — нимфы долин и полей
- Лимониады — нимфы полян и лугов
- Небулы — нимфы облаков
- Ауры — духи ветра
- Вентусы — духи шторма
- Карпои — духи зерна
- Нереиды — нимфы морей
- Океаниды — нимфы океана, дочери титанов Океана и Тетис
- Фурии — богини мщения, дочери Эребуса и Нокс
- Керы — богини смерти и войны, дочери Эребуса и Нокс
- Лары — божества домашнего очага
- Пенаты — добрые домашние божества, охранявшие единство и благополучие каждой римской семьи
- Маны — духи предков
- Камены — покровительницы наук, поэзии и искусств
- Гигинеи — раса землерожденных великанов
- Гиганты — раса ужасных змееногих хтонических чудовищ, рождённых Землёй и её вторым мужем, чтобы отомстить богам Олимпа за свержение титанов и захват власти.
- Тритоны — подводные божества, свита Нептуна и Салации, Океана и Тетис
- Цетусы — морские чудовища, вроде гигантских осьминогов с клыками, дети Кето и Турсциверса
- Ламии — демоны-упыри, свита богини Тривии и бога Тартарусса
- Лестригоны — народ великанов-людоедов
- Лярвы — души и привидения умерших людей, приносящие несчастья, вплоть до смерти, тем, кто их увидел
- Амфисбены — раса летающих змей, с двумя головами: с одной на шее, другой — на длинном хвосте.
- Реморы — гигантские рыбы с присоской на голове, якобы обитающие в морях и задерживающие корабли
- Гарпии — полуженщины-полуптицы, дети морского божества Тавмантуса и океаниды Электры
- Грации — богини красоты и изящества
- Грифоны — мифические крылатые существа, с туловищем льва, головой орла

Древние римляне в связи со сходством культуры позаимствовали у греков их мифологию, то есть историю сотворения мира.